# سان کارلوس، اروگوئه
سن کارلوس، اروگوئه (به اسپانیایی: San Carlos) شهری در کشور اروگوئه، استان مالدونادو است که جمعیت آن در سرشماری سال ۲۰۰۴ میلادی ۲۴٬۷۷۱ نفر بوده‌است.